# Слава-Черкезе (комуна)
Слава-Черкезе (рум. Slava Cercheză) — комуна у повіті Тулча в Румунії. До складу комуни входять такі села (дані про населення за 2002 рік):
- Слава-Русе (1347 осіб)
- Слава-Черкезе (1482 особи) — адміністративний центр комуни

Комуна розташована на відстані 201 км на схід від Бухареста, 36 км на південний захід від Тулчі, 81 км на північ від Констанци, 71 км на південний схід від Галаца.

## Населення
За даними перепису населення 2002 року у комуні проживали 2829 осіб.
Національний склад населення комуни:
| Національність   | Кількість осіб | Відсоток |
| ---------------- | -------------- | -------- |
| росіяни-липовани | 2309           | 81,6%    |
| румуни           | 515            | 18,2%    |
| українці         | 2              | 0,1%     |
| болгари          | 2              | 0,1%     |
| турки            | 1              | < 0,1%   |

Рідною мовою назвали:
| Мова       | Кількість осіб | Відсоток |
| ---------- | -------------- | -------- |
| російська  | 2307           | 81,5%    |
| румунська  | 517            | 18,3%    |
| українська | 2              | 0,1%     |
| турецька   | 1              | < 0,1%   |
| чеська     | 1              | < 0,1%   |

Склад населення комуни за віросповіданням:
| Релігія                                       | Кількість осіб | Відсоток |
| --------------------------------------------- | -------------- | -------- |
| старообрядці                                  | 2324           | 82,1%    |
| православні                                   | 494            | 17,5%    |
| римо-католики                                 | 4              | 0,1%     |
| баптисти                                      | 3              | 0,1%     |
| мусульмани                                    | 1              | < 0,1%   |
| лютерани (Синодально-пресвітеріанська церква) | 1              | < 0,1%   |